# جينيفر بلو
جينيفر بلو (بالإنجليزية: Jennifer Blow) (مواليد 10 يناير 1991، ناراوينا (نيو ساوث ويلز))، هي لاعبة كرة هدف أسترالية مصنفة بارالمبيا في التصنيف بي 3 ‏. بدأت جينيفر ممارسة هذه الرياضة سنة 2009، وحصلت على عدة منح دراسية لإكمال مسيرتها في هذا المجال. تلعب حاليا في فريق نيو ساوث ويلز لكرة الهدف للسيدات، وتنافس مع فريقها في البطولات الوطنية الأسترالية، وقد فازت مع فريقها بثلاث ميداليات فضية. على مستوى المنتخب الوطني، شاركت في بطولة العالم 2010، وكأس العالم لكرة الهدف 2011، والتصفيات البارالمبية الإقليمية الأفريقية-الأوقيانوسية 2011.
على مستوى الألعاب البارالمبية، شاركت مع المنتخب الأسترالي لكرة الهدف في كل من الألعاب البارالمبية الصيفية 2012 والألعاب البارالمبية الصيفية 2016 والألعاب البارالمبية الصيفية 2020.

## حياتها الشخصية
وُلدت بلو في ناراوينا (نيو ساوث ويلز) في 10 يناير 1991، ولديها شقيقتان، ويبلغ طولها 165 سنتيمتر (65 بوصة). تُلقب جينيفر بين زميلاتها في المنتخب ب"الرائعة"، وتعاني من إعاقة بصرية متمثلة في المهق الجلدي العيني، وهو ضعف بصر خلقي. في 2012، بدأت بلو دراستها في جامعة سيدني في تخصص مزدوج في الآداب والتعليم، وهو تخصص يؤهل الطلبة للاشتغال كمعلم للغة الإنجليزية والدراما. في عام 2009، حصلت على منحة تعليمية للمعلمين من وزارة التعليم والتدريب في نيو ساوث ويلز. في عام 2011، حصلت على جائزة التفوق الأكاديمي من معهد نيو ساوث ويلز للرياضة. في عام 2021، عُينت بلو كمديرة تعليم في هيئة الألعاب البارالمبية الأسترالية.

## كرة الهدف
بلو هي لاعبة كرة هدف، ومصنفة بارالمبيا في فئة بي 3 ‏. بدأت ممارسة هذه الرياضة في عام 2009. تلقت بلو منحة دراسية لكرة الهدف من معهد نيو ساوث ويلز للرياضة، وبرنامج الرياضيين المتميزين في جامعة سيدني. في 2011/2012، منحتها هيئة الرياضة الأسترالية منحة قدرها 7,000 دولار أسترالي كجزء من برنامج الدعم المباشر للرياضيين. تلعب بلو في فريق نيو ساوث ويلز لكرة الهدف للسيدات، حيث خاضت أول مباراة لها في عام 2009. كلاعبة في الفريق، حصلت على ثلاث ميداليات فضية في المجموع في البطولات الوطنية، بما في ذلك واحدة في عام 2010.
خاضت بلو أول مباراة لها مع المنتخب الوطني في عام 2010، بعد أقل من عام على بدايتها ممارسة هذه الرياضة، عندما مثلت أستراليا في بطولة العالم 2010، وقد احتل المنتخب حينها المركز الثامن في البطولة. في 2011، احتلت مع المنتخب المركز السادس في كأس العالم لكرة الهدف. خلال البطولة، عثرت على "صخرة على شكل البيضة المحظوظة" من فيلم كول رانينغز. أصبحت الصخرة منذ ذلك الحين جزءاً من طقوس المنتخب الأسترالي قبل المباراة حيث "يجب أن تحمل الصخرة وتتلفظ بجمل من الفيلم قبل كل مباراة مهمة." وصل المنتخب إلى ربع النهائي لكنه خسر أمام روسيا 6-3. ثم واجه منتخب إسبانيا لكرة الهدف للسيدات في مباراة التأهل لمباراة تحديد المركزين الخامس والسادس. انتصرت أستراليا في المباراة بنتيجة 8-7، لكن في مباراة الترتيب خسرت أمام منتخب إسرائيل لكرة الهدف للسيدات بنتيجة 8-6. في 2011، شاركت مع المنتخب في التصفيات البارالمبية الإقليمية الأفريقية-الأوقيانوسية. لعبت في مباراة الميدالية الذهبية ضد منتخب نيوزيلندا لكرة الهدف للسيدات. فازت أستراليا بالمباراة. وصفت صحيفة مانلي ديلي أداءها في التصفيات بأنه كان "حاسما" في إنجاز المنتخب.
اختيرت بلو كلاعبة ضمن تشكيلة منتخب أستراليا لكرة الهدف للسيدات ‏ التي شاركت في الألعاب البارالمبية الصيفية 2012. جاء تأهل الفريق للألعاب مُفاجئا، حيث كانت اللجنة البارالمبية الأسترالية تُعد الفريق في أفق التأهل إلى الألعاب البارالمبية الصيفية 2016، ولم يكُن الهدف التأهل لدورة 2012. لم يشارك أي منتخب أسترالي في هذه المنافسة منذ الألعاب البارالمبية الصيفية 2000، عندما تأهلت أستراليا مباشرة بصفتها الدولة المضيفة، وأنهت المنافسة في المركز الأخير. لم تحصل البلاد على أي ميدالية في هذه المسابقة منذ عام 1976. قُبيل انطلاق الألعاب البارالمبية، كان المنتخب مصنفا في المرتبة الثامنة عالميا. كانت بلو تبلغ من العمر 21 عاما في هذه الألعاب. في الألعاب البارالمبية 2012، لعب منتخب أستراليا مبارياته ضد اليابان وكندا والولايات المتحدة والسويد. خسرت أستراليا كل مباراياتها، ولم تتأهل إلى الأدوار النهائية.
فشل المنتخب الأسترالي في البداية في التأهل لبارالمبياد 2016 بعد حصوله على المركز الثالث في بطولة آسيا والمحيط الهادئ لكرة الهدف للاتحاد الدولي للرياضات للمكفوفين في هانغتشو الصينية. تقرر السماح لفريق أفريقي بالمشاركة بدل أستراليا، وقد اختيرت الجزائر لذلك لتُشارك في هذه المسابقة لأول مرة في تاريخها. بعد إفراغ مقعد روسيا في المسابقة، تمت دعوة المنتخب الأسترالي في اللحظة الأخيرة للمشاركة في الألعاب، وقد كان حينها يحتل المرتبة التاسعة عالميا. خلال هذه الدورة، كان أداء المنتخب الأسترالي جيدا، حيث تعادلن مع أوزبكستان، لكن أستراليا كانت بحاجة لفوز أو تعادل في مباراتهن الأخيرة ضد كندا للتأهل إلى دور ربع النهائي، غير أن المنتخب خسر بنتيجة 6-0، لتنتهي المشاركة الأسترالية في هذه الدورة مبكرا.
في الألعاب البارالمبية الصيفية 2020، فازت بلو إلى جانب باقي لاعبات المنتخب الأخريات مايكا هورسبيرغ، ورايسا مارتن، وإيمي ريدلي، وبرودي سميث (لاعبة كرة الهدف)، وتيان تايلور بمباراتين من أصل أربع في دور المجموعات وتأهلن لدور ربع النهائي. خسر المنتخب أمام تركيا بنتيجة 10-6 وفشل مجددا في الحصول على ميدالية خلال هذه الدورة.

## أنظر أيضا
- أستراليا في الألعاب البارالمبية

## وصلات خارجية
- جينيفر بلو في اللجنة البارالمبية الدولية